# Echinops saissanicus
Echinops saissanicus là một loài thực vật có hoa trong họ Cúc. Loài này được (B.Keller) Bobrov mô tả khoa học đầu tiên năm 1962.